# Малибай (Аккулинський район)
Малиба́й (каз. Малыбай) — село у складі Аккулинського району Павлодарської області Казахстану. Адміністративний центр Малибайського сільського округу.
Населення — 475 осіб (2021; 541 у 2009, 688 у 1999, 971 у 1989).
Національний склад станом на 1989 рік:
- казахи — 100 %